# 운용초등학교
운용초등학교는 대한민국 전라북도 정읍시 고부면 고부동서로 231 (강고리)에 있었던 초등학교이다.

## 연혁
- 1937년 6월 15일 고부공립보통학교 부설 운용간이학교 개교
- 1944년 3월 31일 고부대화공립국민학교 운용분교장
- 1949년 10월 1일 운용국민학교 인가
- 1956년 4월 1일 현 위치로 이전
- 1985년 3월 1일 병설유치원 설립인가(1학급)
- 1996년 3월 1일 운용초등학교로 교명 변경
- 2003년 3월 1일 고부초등학교로 통폐합